# Jeremy Zucker
Jeremy Zucker (Franklin Lakes, Nueva Jersey; 3 de marzo de 1996) es un cantante y compositor estadounidense, más conocido por sus canciones All the kids are depressed y Comethru, que han acumulado más de 300 millones de reproducciones en Spotify a fecha de 12 de abril de 2020. Su estilo musical se define como una mezcla entre la indietrónica y el hip hop, aunque él mismo explica que se trata de una música socialmente introvertida.
En 2015, su canción titulada Bout it, junto con Daniel James y Benjamin O, tuvo millones de reproducciones en SoundCloud y Spotify. También ha colaborado con otros artistas como Blackbear, EDEN, Bea Miller y Chelsea Cutler.

## Biografía
Nació en Franklin Lakes, un suburbio de Nueva Jersey, y estudió en Ramapo High School. Posteriormente estudió biología molecular en Colorado Collage, donde se graduó en 2018. Comenzó a tocar la guitarra y el piano a temprana edad y poco después a escribir canciones en su propia habitación.
Antes de producir su música, su primer trabajo fue como instructor de snowboard y que luego pasó a enseñar esquí a niños de cuatro años.
Tras el lanzamiento de su sencillo Bout it, presentó en agosto de 2015 su primer EP titulado Beach Island. Le siguió una rápida sucesión de sencillos que recogió en un nuevo EP llamado Breathe a finales de ese mismo año. A mediados de 2016 Jeremy Zucker lanzó su tercer EP; Motions firmado bajo la discográfica que cofundó con Daniel James y Benjamin O llamada 3OAK Music y que, posteriormente, fue relanzado en 2017. Este nuevo EP incluía ocho canciones nuevas, entre ellas, Heavy, que fue usada en un remix del artista Blackbear en su canción Make Daddy Proud.
En 2017, como muchas de sus canciones habían conseguido miles de reproducciones en Soundcloud y Spotify, firmó un contrato con la discográfica Republic Records. Ese mismo año, llegó la colaboración entre Zucker y Blackbear con la canción Talk Is Overrated, dentro de su EP titulado Idle lanzado ese año.
En febrero de 2018, Zucker lanzó un nuevo EP titulado Stripped y, en mayo, otro más llamado Glisten. Para septiembre lanzó el siguiente EP titulado Summer, que contiene su canción más famosa, comethru. Esta canción es una respuesta a como se sentía el cantante tras graduarse en la Universidad y volver a Nueva Jersey, en la misma casa donde creció.
A principios de 2019 llegó Brent, un EP en colaboración con Chelsea Cutler. El 26 de julio, lanzó el sencillo Oh, Mexico, que encabezaría su álbum debut titulado Love Is Not Dying, escrito y producido enteramente por él. El segundo sencillo de este disco se titula always i'll care que salió el 7 de febrero de 2020 junto con el videoclip musical en Youtube. El tercer sencillo fue lanzado el 28 de febrero y se titula not ur friend y el cuarto el 24 de marzo, llamado julia. Finalmente, anunció en Instagram la fecha de lanzamiento del disco completo, el 17 de abril de 2020.

## Influencias
Zucker explicó que Blink-182 es una de sus grandes influencias, la que le hizo querer dedicarse a la música. También ha hablado de Jon Bellion, Blackbear, Eden, Bon Iver, Mac Miller, entre otros.

## Discografía

### Álbumes
- Love Is Not Dying (2020)[2][9]
- Crusher (2021)

### EP
- Beach Island (2015)
- Breathe (2015)
- Motions (2016-2017)
- idle (2017)
- stripped. (2018)
- glisten (2018)
- summer, (2018)
- brent (2019)
- brent ii (2021)

### Sencillos
- Melody (2015)
- Flying Kites (2015)
- Bout it (con Daniel James y Benjamin 0) (2015)
- Peace Sings (2016)
- Weakness (2016)
- Paradise (con Cisco the Nomad) (2016)
- When You Wake Up (2016)
- Upside Down (con Daniel James) (2016)
- Idk Love (2017)
- All the kids are depressed (2018)
- comethru (2018)
- You were good to me (con Chelsea Cutler) (2019)
- Oh, Mexico (2019)
- Always, i'll care (2020)
- Not ur friend (2020)
- julia (2020)

## Remezclas
- Atoms - Said the Sky Remix (con RL Grime y Said The Sky)(2018)
- Talk Is Overrated[manila killa remix] (con Blackbear y Manila Killa)(2018)
- Better Off [Filous Remix] (con  Chelsea Cutler y Filous)(2018)
- You Were Good to Me [shallou remix] (con Chelsea Cutler y Shallou)(2020)

## Premios
- 2019:
  - RIAA: oro - comethru[10]
  - MC: platino - comethru[11]

- 2020:
  - RIAA: oro - all the kids are depressed[10]
  - MC: oro - all the kids are depressed[11]
  - RIAA: oro - you were good to me[10]

## Giras
- Tour is overrated (2017)
- Jeremy Zucker suporting Lauv (2017)
- Jeremy Zucker, fall 2018 tour (2018)
- Jeremy Zucker, Europe 2019 winter tour (2019)
- Jeremy Zucker, Asia 2019 tour (2019)
- Jeremy Zucker, live in 2020 us & European tour (2020)
- Jeremy Zucker, live in 2020 supporting Lauv Australia and New Zealand (2020)